# Gelldorf
Gelldorf è una frazione (Ortsteil) della città di Obernkirchen, nel land della Bassa Sassonia, in Germania.

## Storia
Già comune autonomo nel circondario di Schaumburg-Lippe, fu soppresso e incorporato a Obernkirchen il 1º marzo 1974.